# Semomesia marisa
Semomesia marisa är en fjärilsart som beskrevs av William Chapman Hewitson 1858. Semomesia marisa ingår i släktet Semomesia och familjen Riodinidae. Inga underarter finns listade i Catalogue of Life.

## Bildgalleri

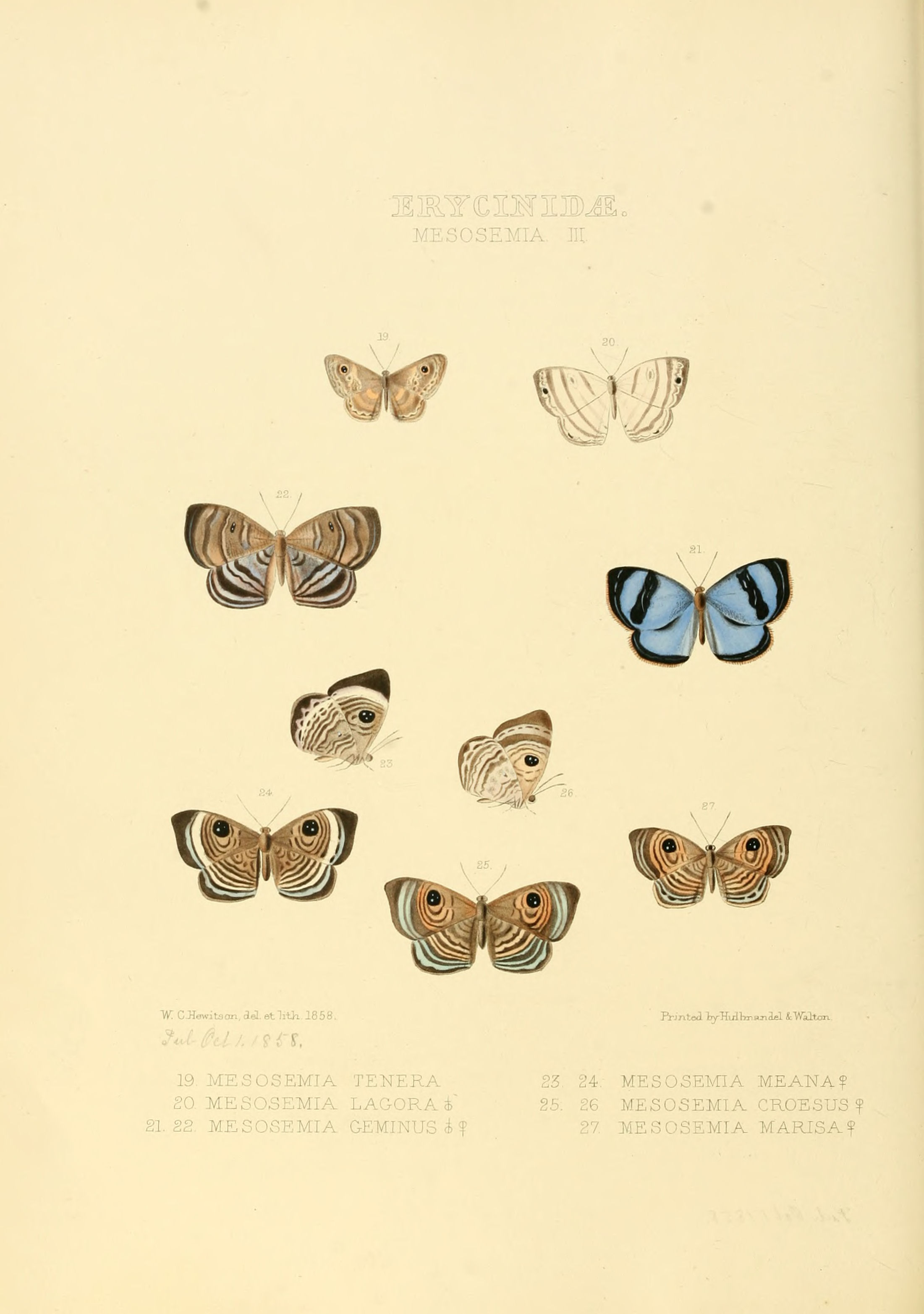
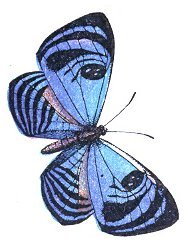